# Pont Turcot
Le pont Turcot est un pont franchisant la rivière Châteauguay à Très-Saint-Sacrement au Québec (Canada). Il a été construit en 1889 selon les plans de l'ingénieur belge Gérard Macquet, grâce à la Politique des ponts métalliques du gouvernement Mercier (1887 à 1891). Le pont est utilisé pour la circulation véhiculaire jusqu'en 2000. À la suite de la demande de l'organisme Les Amis du Pont Turcot, le pont est cité immeuble patrimonial par la municipalité de Très-Saint-Sacrement en 2009 et il est classé par le Ministère de la Culture et des Communications la même année. Il est ensuite restauré en 2011.

## Histoire
Le pont Turcot a été bâti en 1889 dans le cadre de la Politique des ponts métalliques (1887 à 1892) du gouvernement Mercier. Cette politique visait à construire des ponts plus durables que ceux en bois afin d'améliorer le réseau routier. Dans le cadre de cette politique, les municipalités assument la construction des culées, des chemins d’approche, ainsi que l'équivalent du coût de construction du pont en bois, alors que le gouvernement provincial subventionne la différence du coût pour la construction du pont en métal. Pour encourager l'usage du français dans l'ingénierie, le gouvernement engage Gérard Macquet, un ingénieur du Corps belge des Ponts et Chaussées. Il est nommé directeur de la construction des ponts métalliques. Comme directeur, il rompt avec pratique courante en Amérique du Nord, qui laisse aux entrepreneurs le soin de décider du type de pont. Lui et son équipe préparent des plans et des devis très détaillés, écartant dès lors l'entrepreneur de la conception de la structure. Il rompt aussi avec la tradition nord-américaine de l'époque en préconisant la construction de ponts en acier doux riveté plutôt que de ponts en fonte assemblés à l'aide de goupilles. 
Le pont Turcot est le second pont construit grâce à la Politique des ponts métalliques. Il remplace un pont saisonnier à péage sur chevalets qui était exploité par la famille Turcot depuis une quarantaine d'années. Ce nouveau pont permet aux agriculteurs d’accéder plus rapidement au marché de Beauharnois.